# 小行星1254
小行星1254（1254 Erfordia）是一颗围绕太阳公转的小行星。1932年5月10日，約翰內斯·哈特曼在拉普拉塔发现了此小行星。
該小行星以發現者的出生地，德國的城市艾福特命名。
这颗小行星的绝对星等为241.02090等。